# 宋矩
宋 矩（そう く、? - 346年）は、五胡十六国時代前涼の人物。字は処規。敦煌郡の出身。

## 生涯
世を救わんとする志を抱き、志節を有していた。
張重華に仕えると宛戍都尉に任じられ、大夏に赴任した。
346年、後趙の涼州刺史麻秋らが大夏へ襲来すると、護軍梁式は太守宋晏を捕らえ、城を挙げて降伏した。この時、麻秋は宋晏に書を持たせると、宋矩の下へ派遣して帰順を誘った。だが、宋矩は「父に辞して君に仕えるのはまさに功と義を立てる為である。いやしくも功義を立てられぬならば、名節を守るだけである。矩は主に背いて宗を覆してまで世に生きる事は無い」と拒絶し、妻子を殺した後に自殺した。麻秋はこの行いを義士であると称え、宋矩の遺体を収容してこれを葬った。
張重華もまたその忠節を称賛し、振威将軍を追贈した。